# Marma
Marma là một thị trấn thống kê (census town) của quận Dhanbad thuộc bang Jharkhand, Ấn Độ.

## Nhân khẩu
Theo điều tra dân số năm 2001 của Ấn Độ, Marma có dân số 4607 người. Phái nam chiếm 53% tổng số dân và phái nữ chiếm 47%. Marma có tỷ lệ 50% biết đọc biết viết, thấp hơn tỷ lệ trung bình toàn quốc là 59,5%: tỷ lệ cho phái nam là 59%, và tỷ lệ cho phái nữ là 40%. Tại Marma, 15% dân số nhỏ hơn 6 tuổi.